# NK 19. srpanj Oštra Luka
NK 19. srpanj  je hrvatski nogometni klub iz Oštre Luke kod Orašja, BiH.

## Povijest
Klub je osnovan 1946. kao Proleter. Osvojili su 1991. godine posljednje izdanje kupa Zadrugara.
Trenutačno se natječe u 1. županijskoj ligi PŽ.